# Municipio de Clay (Minnesota)
El municipio de Clay (en inglés: Clay Township) es un municipio ubicado en el condado de Hubbard en el estado estadounidense de Minnesota. En el año 2010 tenía una población de 69 habitantes y una densidad poblacional de 0,74 personas por km².

## Geografía
El municipio de Clay se encuentra ubicado en las coordenadas 47°7′2″N 94°57′3″O / 47.11722, -94.95083. Según la Oficina del Censo de los Estados Unidos, el municipio tiene una superficie total de 93.71 km², de la cual 87,31 km² corresponden a tierra firme y (6,82 %) 6,39 km² es agua.

## Demografía
Según el censo de 2010, había 69 personas residiendo en el municipio de Clay. La densidad de población era de 0,74 hab./km². De los 69 habitantes, el municipio de Clay estaba compuesto por el 100 % blancos. Del total de la población el 0 % eran hispanos o latinos de cualquier raza.